# Grosse Scheidegg
La Grosse Scheidegg est un col des Alpes situé en Suisse, dans le sud du canton de Berne à une altitude de 1 962 mètres.
Il relie Grindelwald dans la vallée de la Lütschine noire à Meiringen dans la Reichenbachtal.

## Géographie
Du côté de Grindelwald, la Grosse Scheidegg constitue l'extrémité du vaste bassin de la vallée. Le col offre une large vue sur la vallée et les falaises environnantes du Wetterhorn, du Schreckhorn et de l'Eiger. Sur le versant nord, le col ne peut être atteint que par l'étroite Reichenbachtal.

## Activités

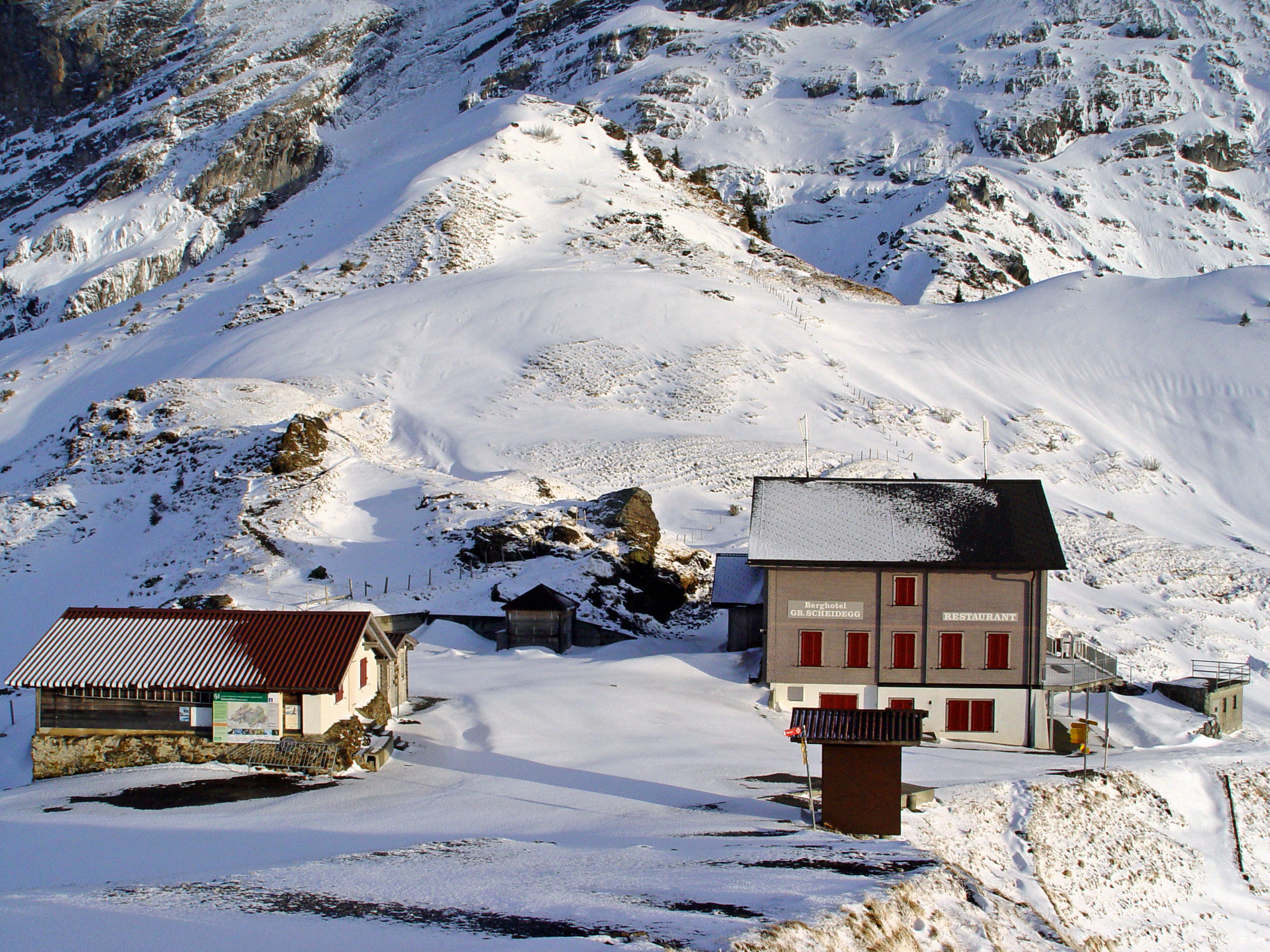
Vue de l'hôtel-restaurant au col en hiver.

Depuis 1979, il existe une liaison routière continue sur la Grosse Scheidegg. Entre Schwarzwaldalp (accessible par car postal de Meiringen) et le glacier Oberem Grindelwald, il existe un trafic régulier avec le bus Grindelwald. La circulation automobile privée n'est autorisée que pour les résidents et les clients de l'hôtel titulaires d'un permis. Cela fait de la Grosse Scheidegg une destination prisée des cyclistes. En 1996, le Tour de Suisse traversait pour la première fois la Grosse Scheidegg.
Au col se trouve un hôtel du même nom pour les randonneurs.